# Twierdzenie Diraca
Twierdzenie Diraca – twierdzenie pozwalające stwierdzić, czy graf jest hamiltonowski, zostało sformułowane w roku 1952. Nazwa pochodzi od Gabriela Diraca.

## Treść twierdzenia
Jeśli graf {\displaystyle G} nie ma pętli, ani krawędzi wielokrotnych (jest grafem prostym) i
{\displaystyle |V(G)|\geqslant 3,}
oraz jeśli
{\displaystyle \deg(v)\geqslant {\frac {|V(G)|}{2}}}
dla każdego wierzchołka w {\displaystyle G,} to jest on hamiltonowski.

## Dowód twierdzenia
Jeśli dla każdego wierzchołka {\displaystyle v{:}}
{\displaystyle \deg(v)\geqslant {\frac {n}{2}},}
to
{\displaystyle \deg(v)+\deg(u)\geqslant n}
dla każdego wierzchołka {\displaystyle v} i {\displaystyle u} niezależnie od tego, czy są połączone krawędzią, czy nie, a więc {\displaystyle G} spełnia założenia twierdzenia Ore, a więc jest hamiltonowski.